# 광명진언

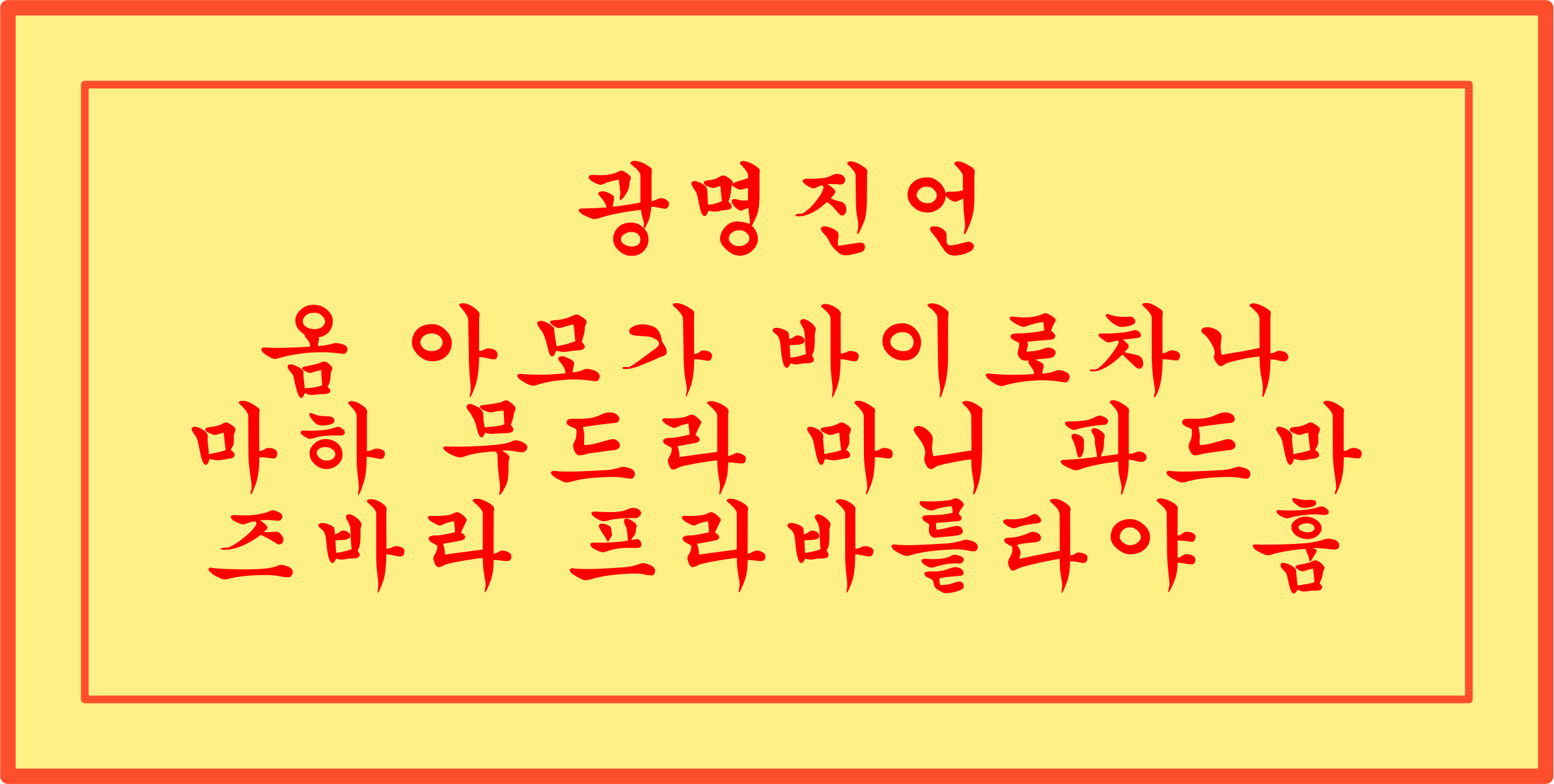
보통은 노란색 배경에 빨간색으로 많이 쓴다.(물론 흰색 배경에 검은 글씨로 적는 경우도 있다.)

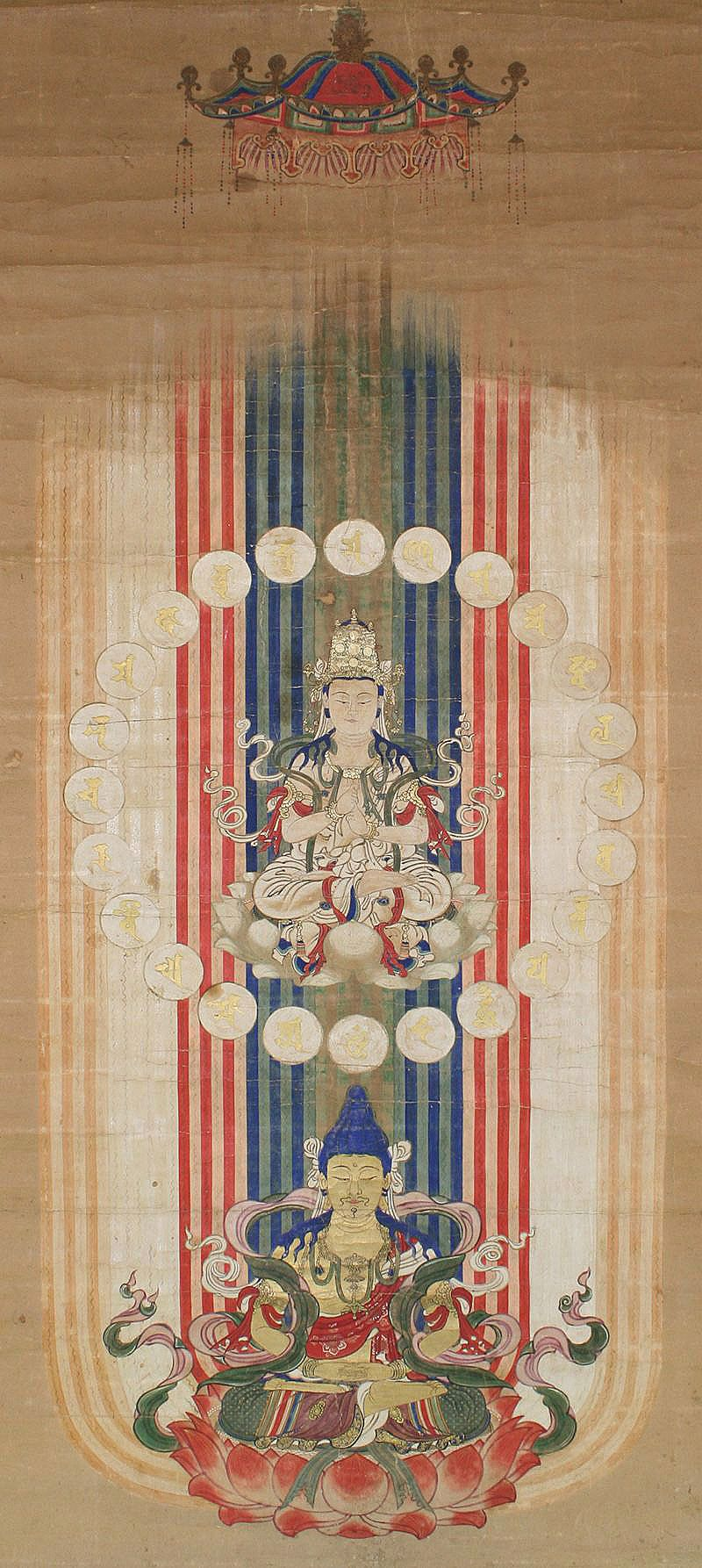
일본 에도 시대에 제작된 탱화 《광명진언만다라》(光明眞言曼茶羅) - 가운데 부처의 손모양을 보면 비로자나불임을 알 수 있다.

《광명진언(光明眞言)》은 불교의 밀교 종파에서 중요하게 여기는 만트라다. 비로자나불에 대한 29자 진언이다.
아무리 깊은 죄업과 어둠이 마음을 덮고 있어도 비로자나불의 광명이 비추면 저절로 맑아져 깨어나게 된다고 한다. 돌아가신 선망조상님들이나 인연영가들의 천도와 성불발원에 가장 빠른 효험을 지니고 있다고 한다.

## 특징
「옴 아모가 바이로차나 마하무드라 마니 파드마 즈바라 프라바릍 타야 훔」에서 "바이로차나(Vairocana)"가 바로 비로자나불을 의미한다.
불교의 진리를 상징하는 법신 비로자나불의 밝은 지혜가 세상에 두루 미친다는 이미지를 태양처럼 밝은 빛으로 차용한 것이다.

## 관련 승려

### 원효
원효 스님은 "유심안락도"에서 광명진언의 공덕을 강조했다. 광명진언을 2번, 3번 또는 7번만 들어도 모든 죄업이 사라진다고 주장했다.
원효 스님은 그릇에 흙이나 모래를 담아놓고 광명진언을 108번 외운 다음, 시신이나 묘지에 뿌리는 방법으로 영가들을 천도했다고 한다.

### 일타
은해사의 일타 스님도 광명진언 공덕을 강조했었다. 그래서 광명진언 기도법을 구체적으로 보급했다.

## 광명진언의 다른 명칭
《불공견삭비로자나불대관정광진언(不空羂索毘盧遮那佛大灌頂光眞言)》, 《대관정광진언(大灌頂光眞言)》, 《광명진언경(光明眞言經)》으로도 부른다.
영어로는 Mantra of Light(빛의 진언)이라고 한다.

## 광명진언의 영험
영가 장애가 사라지고, 이미 돌아가신 조상들이 고통과 이별하고 즐거움을 얻으며, 가정에 행복과 평화가 깃들고, 건강하고 밝은 삶을 이룰 수 있다고 한다.
아버지와의 업을 광명진언으로 풀었다는 이야기도 있다.

## 원문

### 한국어
```
「옴 아모가 바이로차나 마하무드라 마니 파드마 즈바라 프라바릍 타야 훔」
[
8
]
```

### 산스크리트어(범어)
```

```

산스크리트어 발음 (도움말·정보)

### 데바나가리 문자
```
ॐ अमोघ वैरोचन महामुद्रा मणिपद्म ज्वल प्रवर्ताय हूँ
```

### 로마자음역
```
oṃ amogha vairocana mahāmudrā maṇipadma jvāla pravarttaya hūṃ
```

### 중국어
```
唵 阿謨伽 尾盧左曩 摩訶母捺囉 麽抳 鉢納麽 入嚩攞 鉢囉韈哆野 吽
(안 아모가 웨이루쭤낭 모허무나뤄 모니 보나모 루모뤄 보뤄와둬예 훙)
```

### 일본어
```
* 
가나

おん あぼきゃ べいろしゃのう まかぼだら まに はんどま じんばら はらばりたや うん
(온 아보캬 베이로샤노 마카보다라 마니 한도마 진바라 하라바리타야 운)

* 간지 (
일본어의 한자
)
唵 阿謨伽 尾盧左曩 摩訶母捺囉 麽抳 鉢納麽 入嚩攞 鉢囉韈哆野 吽
```

### 티베트어
```
ༀ་ཨ་མོ་གྷ་བཻ་ཪོ་ཅ་ན་མ་ཧཱ་མུ་དྲཱ་མ་ཎི་པ་དྨ་ཇྭཱ་ལ་པྲ་ཝ་རྟྟ་ཡ་ཧཱུྂ།
```

### 베트남어
```
Ông (Úm) A ma cát Hoài lô giai nã Ma cáp mẫu đức la Ma ni bá đức ma Cập phạp la Bát la phạp nhĩ đả nha Hồng
(옹(움) 아 마 깟 호아이 로 자이 나 마 깝 머우 득 라 마 니 바 득 마 껍 팝 라 밧 라 팝 니 다 냐 홍)
```

## 다른 나라의 광명진언

### 중국
중국의 당나라 불교 경전 중에《불공견색비로자나불대관정광명진언경》(不空羂索毘盧遮那佛大灌頂光明眞言經)이라는 경전이 있다. 여기서는 광명진언과 관련된 공덕과 이익이 주로 설한다.
- 모든 중생들 앞에서 흙모래와 함께 진언을 외우면 중생들이 과거에 저지른 10가지의 악(惡), 5가지의 거스름(逆), 4가지의 중대한 죄(重罪)를 저질러도 온갖 죄들의 업장(業障)이 모두 사라지지라.
- 지옥, 아귀, 아수라에 떨어진 죽은 사람 위에 흙모래를 뿌리면 죽은 사람이 광명을 통해 모든 죄를 씻어버리고 서방정토 극락세계에 도착하리라.
- 선세업보(先世業報)로 인해 병든 사람 앞에서 진언을 외우면 병든 사람이 전생에 지은 온갖 업병(業病)이 사라지리라.

### 일본

#### 광명진언의 역사
9세기에 구카이가 이 경전을 일본에 가져왔음에도 불구하고 구카이가 그것을 감질나게 사용했다는 기록은 없다. 헤이안 시대에 묘우에에 대중화되면서 점차적으로 쓰임새가 증가했다. 13세기까지는 진언종 승려인 에이손, 닌쇼에 의해 일본 각지의 사찰에서 쓰임새가 점차 증가했다.
만트라와 염불 모두 중세의 불교 신자들이 한 번쯤은 접한 경우가 많았기 때문에 종종 같은 예배에 편입되었다. 빛의 만트라에 관한 일반적인 풍습으로는 수트라에서 설명된 가르침에 따라 죽은 사람의 몸이나 무덤에 만트라의 축복을 받은 순수한 모래를 뿌리는 풍습이 있는데 생전에 나쁜 업보를 많이 쌓아서 지옥에서 재탄생할 가능성이 있는 사람은 즉시 해방되어 아미타불의 순수한 땅으로 유리한 재탄생을 할 수 있을 것이라는 믿음 때문이었다. 일본에서는 이러한 풍습을 도샤카지(일본어: 土砂加持)라고 부른다.

#### 광명진언을 중요시하는 종파
일본의 불교 종파인 진언종, 화엄종에서 중요시하지만 불교의 다른 밀교 종파에서는 강조하지 않는다.